# 愛知県道147号西萩原北方線

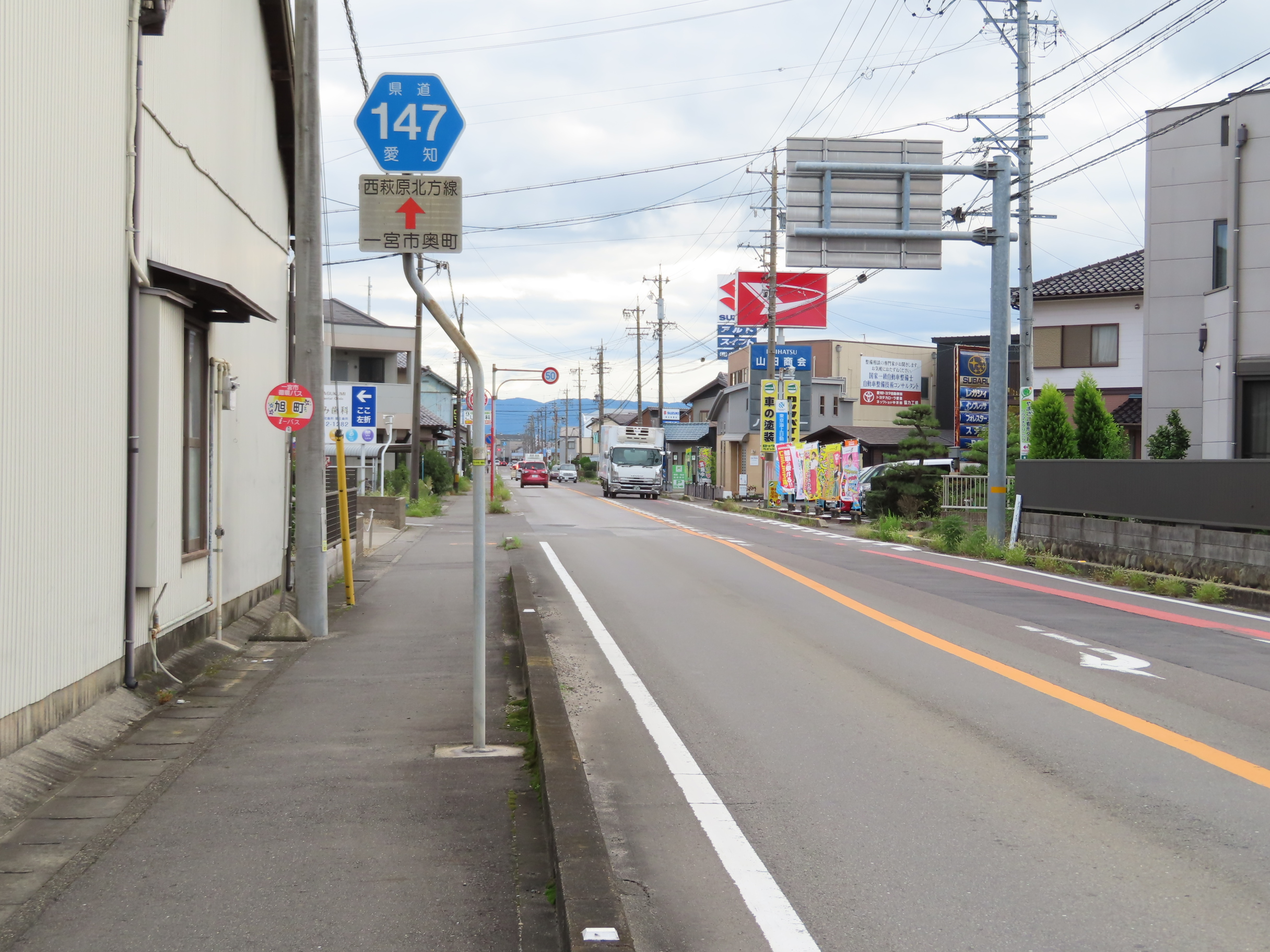
一宮市奥町にて

愛知県道147号西萩原北方線 （あいちけんどう147ごう にしはぎわらきたがたせん）は、愛知県一宮市内を通る一般県道である。

## 概要

### 路線データ
- 起点：一宮市西萩原
- 終点：一宮市北方町
- 路線延長：約8.2 km

## 沿革
- 1959年（昭和34年）12月15日：認定

## 別名
- 起栄通り（一宮市）

## 地理

### 通過する自治体
- 愛知県
  - 一宮市

### 交差する道路
- 愛知県道14号岐阜稲沢線（西尾張中央道）（北方宝江交差点）

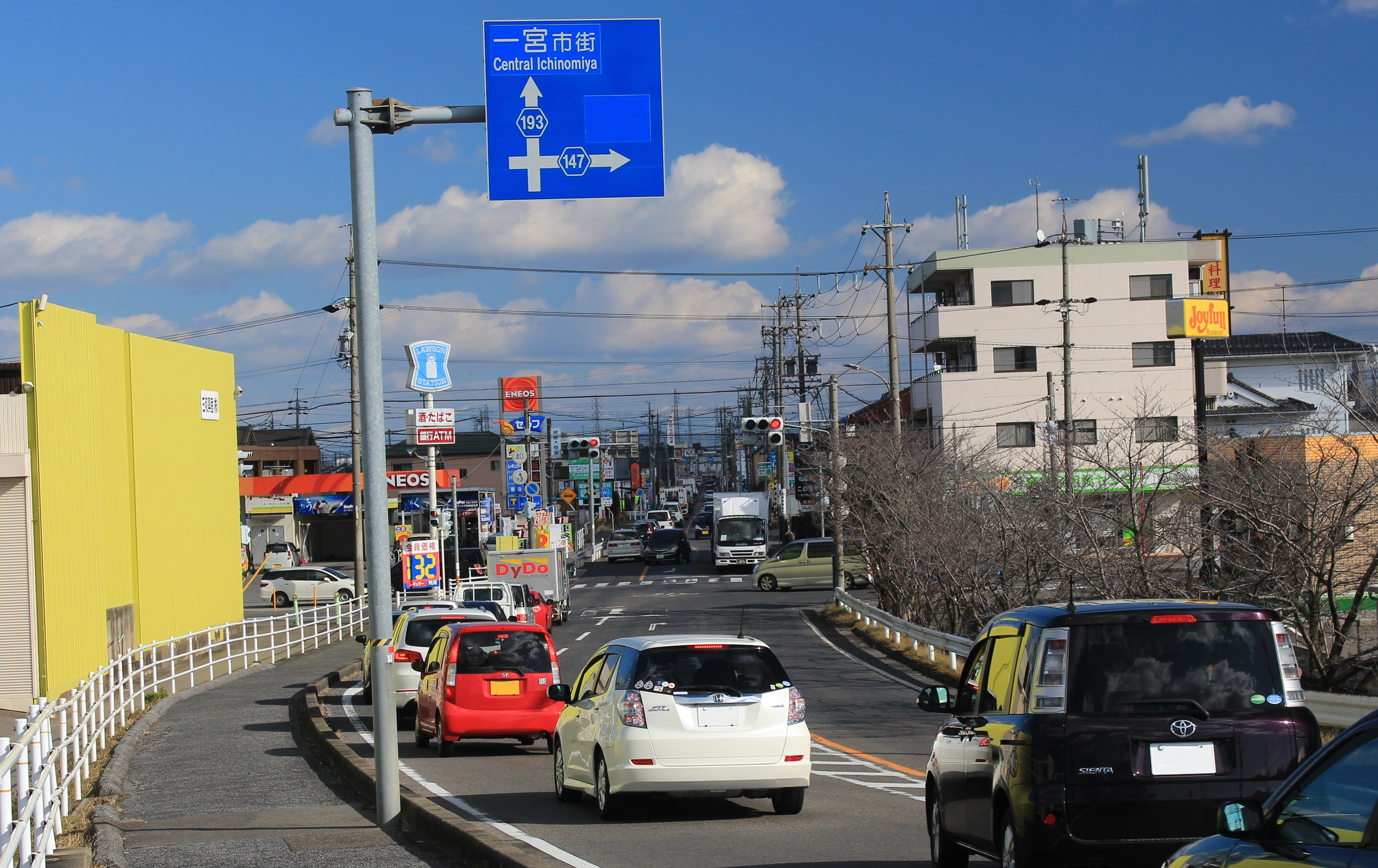
愛知県道147号西萩原北方線の愛知県道193号大垣江南線との尾濃大橋東交差点、前方は両者の重複区間、一宮市木曽川町玉ノ井にて

- 愛知県道193号大垣江南線（尾濃大橋東交差点より） 重複区間
- 愛知県道146号奥音羽線
- 愛知県道18号大垣一宮線（郷東交差点）
- 愛知県道145号冨田一宮線（東五条交差点）
- 愛知県道136号一宮清須線（美濃街道）（西萩原交差点）

### 沿線
- 一宮市立里小牧保育園
- 一宮市立里小牧南保育園
- 木曽川玉井郵便局
- 名鉄尾西線 玉ノ井駅
- 一宮市立奥町西保育園
- 尾西小信郵便局
- 一宮市立小信中島小学校・一宮市立小信保育園
- 愛知県立一宮起工科高等学校
- 東五条保育園
- 一宮市尾西消防署
- 一宮市大徳小学校